# Окроскеди (Бахви)
Окроскеди (груз. ოქროსქედი) — село в Грузии, на территории Озургетского муниципалитета края (мхаре) Гурия.

## География
Село находится в западной части Грузии, на правом берегу реки Бахвисцкали, на расстоянии приблизительно 8 километров (по прямой) к востоко-северо-востоку от города Озургети, административного центра муниципалитета. Абсолютная высота — 171 метр над уровнем моря.

## Население
По результатам официальной переписи населения 2014 года, в Окроскеди проживало 136 человек (64 мужчины и 74 женщины). В национальной структуре населения грузины составляли 99,3 %, украинцы — 0,7 %.
| Год  | Население, человек |
| ---- | ------------------ |
| 2002 | 286                |
| 2014 | ↘ 136              |